# Частини особливого призначення
Части́ни особли́вого призна́чення (ЧОП) — воєнізовані більшовицькі загони, створені в 1919 році при заводських партосередках, райкомах, губкомах партії.
Частини призначалися для боротьби з антибільшовицькими виступами населення. Діяли в тісному контакті з загонами ЧК, частинами ВОХР та ВНУС. У 1921 році були включені до міліційних частин Червоної армії. Тоді налічували понад 350 тисяч вояків, мали у своєму складі піхотні, кавалерійські, артилерійські та бронечастини. В 1924–1925 розформовані.